# Aloinopsis malherbei
Aloinopsis  malherbei es una especie de planta suculenta perteneciente a la familia de las aizoáceas. Es originaria de Sudáfrica.

## Descripción
Es una pequeña planta suculenta perennifolia que alcanza un tamaño de 3 a 5 cm de altura a una altitud de 1000 - 1200 metros en Sudáfrica.

## Taxonomía
Aloinopsis malherbei fue descrita por (L.Bolus) L.Bolus y publicado en Fl. Pl. Africa 26: 1035 1948.
Etimología
Aloinopsis: nombre genérico que significa "similar al Aloe"
malherbei: epíteto otorgado en honor del naturalista amateur Alfred Malherbe.
Sinonimia
- Nananthus malherbei L.Bolus	[3]